# Fort Pontisse
Fort Pontisse is een van de twaalf forten rond Luik opgericht voor de verdediging van de Belgische stad Luik in de late negentiende eeuw op initiatief van Belgische generaal Henri Alexis Brialmont. Het ligt ten noorden van Luik, ten noorden van Herstal en ten zuiden van Oupeye. Het fort stamt uit 1888. Tijdens de Eerste Wereldoorlog werd het fort zwaar gebombardeerd door Duitse artillerie.

## Beschrijving
Het fort ligt op zo'n 7 kilometer ten noordoosten van het centrum van Luik. Het is, na Fort Liers, het meest noordelijk gelegen van alle forten rond Luik. Vanuit het fort heeft de bezoeker uitzicht op de Maas en het Albertkanaal.
Het is een groot fort met een oppervlakte van 12 hectare. Het heeft de vorm van een ongelijkbenig trapezium. Het centrale deel van het fort, waar de meeste bewapening staat opgesteld, wordt omgeven door een droge gracht. De bewapening bestaat uit twee kanonnen van 150 mm, vier kanonnen van 120 mm, twee houwitsers van 210 mm en 13 snelvuurkanonnen van 57 mm.
Er was verder een observatiekoepel met een zoeklicht met een doorsnede van 60 centimeter. Het zoeklicht was voor de verlichting van de omgeving tijdens de nacht en voor de communicatie met naburige forten, Fort Liers en Fort Barchon, als de telefoonlijnen waren verbroken. Er was een stoommachine en dynamo voor de opwekking van elektriciteit. Dit was nodig voor de bediening van de geschuttorens, het zoeklicht en de waterpompen. Voor de verlichting werd gebruik gemaakt van olielampen. De bezetting van het fort bestond uit 450 man. Voor de verdediging van de droge gracht waren in de hoeken kazematten gebouwd. Van hieruit kon de gracht worden bestreken met het vuur van mitrailleurs en 57mm-kanonnen.
In de contrescarpe, aan de buitenzijde van de gracht, lagen naast manschappenverblijven ook de keuken, latrines en wasruimten. Om deze te bereiken moesten de manschappen van het centrale deel de droge gracht oversteken. Tijdens artilleriebeschieting van de aanvaller was een dergelijke oversteek bijzonder gevaarlijk. Deze ruimten waren minder goed beveiligd dan de flanken aan de frontlinie. Mocht de vijand het fort veroveren, dan maakte de zwakke verdediging aan de kant van Luik een herovering minder moeilijk.
De Brialmont forten waren ontworpen om aanvallen met kanonnen met een kaliber van 21 cm te weerstaan. Het dak van het centrale deel was vier meter dik en gemaakt van ongewapend beton. De forten werden wel beschadigd door het vuur van de 21cm-kanonnen, maar alleen granaten van nog zwaardere geschut wisten het dak te penetreren.

## Eerste Wereldoorlog
Na de Duitse inval op 6 augustus 1914 was Luik een van de eerste steden die aangevallen werd. De stad lag op zo’n 25 kilometer van de grens met Duitsland. Het centrum van de stad werd zeer snel veroverd. De telefooncentrale viel ook in handen van het Duitse leger hetgeen de communicatie met de forten bemoeilijkte. De forten bleken goed bestand tegen het vuur van de Duitse artillerie die met kanonnen van 21cm waren uitgerust.
Voor het afvuren van de kanonnen gebruikten de Belgen zwart buskruit. Door een gebrek aan ventilatie leidde dit tot giftige gassen in het fort. De bemanning raakte door verstikking in de problemen. Het gebruik van rookzwak kruit had dit probleem kunnen voorkomen.
Vanuit Duitsland werd zwaarder geschut aangevoerd, twee Dikke Bertha houwitsers met een kaliber van 42 cm. Op 12 augustus kwamen de houwitsers in het dorp Mortier aan. Rond 18:00 uur begon de beschieting van het Fort Pontisse. Er werden 43 granaten afgevuurd waarvan er 13 doel raakten. Op 13 augustus rond 11:30 uur capituleerde de bemanning van het fort.
Ondanks de oorlogsschade herstelden de Duitsers het fort en brachten in 1916 verbeteringen aan. Het beton werd verzwaard, de ventiliatie verbeterd en er kwamen betere sanitaire voorzieningen. Het fort kwam in 1918 weer in Belgische handen.

## Modernisering

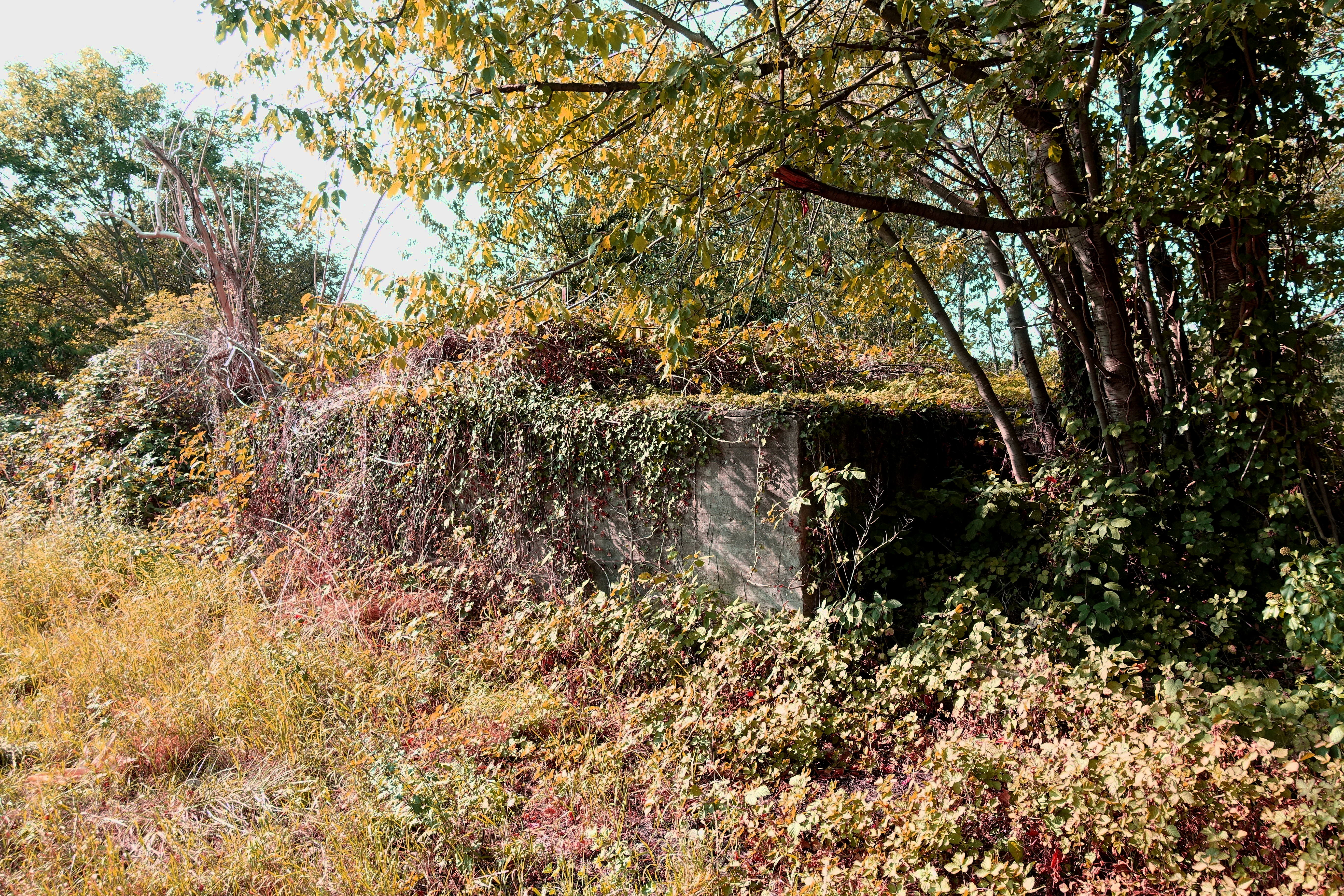
Luchtinlaat van het Fort van Pontisse

Tegen het einde van de jaren dertig werd het fort gemoderniseerd. Er kwamen diverse verbeteringen aan de bescherming, bewapening, ventilatie, sanitaire faciliteiten, communicatie en het fort kreeg elektriciteit. De bewapening werd deels vervangen door exemplaren met een groter schootbereik. De 210mm-houwitser werd vervangen door een 150mm-kanon en in de toren met het 120-mm kanon kwamen twee 105mm-kanonnen. De 57mm-snelvuurkanonnen werden deels vervangen door exemplaren van 75mm en in de kazematten in de droge gracht door mitrailleurs. Vanwege zijn noordelijke positie kreeg het ook de taak het naburige Fort Eben-Emael te ondersteunen.

## Tweede Wereldoorlog
Aan het begin van de Tweede Wereldoorlog was het fort bemand met 223 militairen onder bevel van kapitein Fernand Pire. Tijdens de Duitse aanval op Fort Eben-Emael op 10-11 mei 1940 trachtte het met vuur van de 150mm-kanonnen de Duitsers van het fort te verdrijven. Het ondersteunde ook Belgische tegenaanvallen met artilleriesteun. Fort Pontisse vuurde hiervoor zo’n 1000 105mm-granaten af. Na een aanval met bommenwerpers, waarbij de toren met 105mm-kanonnen werd vernietigd en een toren met 75mm-kanonnen beschadigd, gaf het fort op 18 mei 1940 de strijd op.
Na de oorlog werd het fort in gebruik genomen als munitiemagazijn. In de jaren vijftig liep dit ook teneinde en werd het fort van al het metaal ontdaan. Het fort is sinds 1993 niet meer in gebruik en is nu een rustplaats voor vleermuizen.

## Naslagwerken
- Luc de Vos e.a., 14-18 Oorlog in België, Davidsfonds Uitgeverij NV, 2014, ISBN 9789058269904.
- (en)  Clayton Donnell, The Forts of the Meuse in World War I, Osprey Publishing, Oxford, 2007, ISBN 9781846031144